# 蘇達良
蘇達良（1960年—），曾任香港大埔區議會（船灣選區）區議員，大埔民主聯盟成員、前人民力量成員。香港大學工程學士，香港大學工商管理碩士。

## 參選經驗
蘇達良早於2011年參選2011年香港區議會選舉，參選沙田鞍泰選區，以457票落選，翌年則以無黨派身分參加鞍泰選區補選，亦以53票落選。

### 2019年區議會選舉
2019年11月24日，蘇達良再次參與區議會換屆選舉（船灣選區），該選區因應藝人兼當區選民曹永廉於投票日在社交媒體公開叫「黃屍食屎」，被泛民主派支持者大肆批評，成為投票日其中一個受關注的選區。最終蘇以3,583票，擊敗得3,444票的劉志成，成功當選。

蘇達良在臉書建立群組“再造船灣”，支持村民聯絡和互助。
2021年10月8日，香港政府宣佈第三批(新界東)區議員宣誓結果，蘇達良與其他15名民主派區議員一同被裁定宣誓無效，即時喪失區議員資格，並且在5年內不得參與各級選舉。

## 外部連結
- 蘇達良Facebook專頁